# Mobilisatiecomplex Elsendorp
Het Mobilisatiecomplex Elsendorp is een voormalig mobilisatiecomplex nabij de tot de Noord-Brabantse gemeente Land van Cuijk behorende plaats Oploo, gelegen aan de Tweede Stichting.
Het complex omvatte 17,7 ha en is gelegen te midden van de aldaar aangeplante bossen. Het mobilisatiecomplex werd in de jaren '50 van de 20e eeuw aangelegd als voortvloeisel van de Koude Oorlog. In 1988-1989 werden er nog een zestiental munitiebunkers bijgebouwd.
In 2001 werd het overschot aan opslagcapaciteit in de munitiebunkers nog tijdelijk aangewend om -in verband met de gekkekoeienziekte- overtollig diermeel tijdelijk op te slaan.
In 2005 werd het complex afgestoten en aangekocht door de toenmalige gemeente Sint Anthonis. In 2021 werd het complex verkocht aan een particulier. De munitieloodsen blijven intact maar de opslagloodsen van het eigenlijke mobilisatiecomplex worden gesloopt. Het terrein wordt weer omgevormd tot bos.